# Darkest Hour: A Hearts of Iron Game
Darkest Hour: A Hearts of Iron Game hoặc viết tắt là DH là trò chơi máy tính thuộc thể loại wargame đại chiến lược dựa trên engine Europa của hãng Paradox Interactive do nhóm Darkest Hour Team phát triển. Game lấy bối cảnh bắt đầu từ thời kỳ Thế chiến I, thứ hai và nửa đầu thời chiến tranh lạnh, cho phép người chơi kiểm soát và quản lý gần như tất cả các mặt chính trị, ngoại giao, kinh tế, quân sự, gián điệp và công nghệ của bất kỳ quốc gia nào trong khoảng thời gian 1914-1964. Darkest Hour được phát hành vào ngày 5 tháng 4 năm 2011.

## Đặc điểm
Darkest Hour, cốt lõi của nó là một sự tiến hóa của bản Hearts of Iron 2 Armageddon. Điều này được đội ngũ phát triển xem là rất quan trọng khiến cho nó dễ dàng đến với cộng đồng làm mod từ HOI2 sang DH. Hơn nữa, thay đổi quan trọng nhất là bộ engine đã được thêm vào như là mod cho hạt nhân của game với cái tên "Darkest Hour Light" và "Darkest Hour Full": 
- Darkest Hour (trung tâm): phiên bản này được tập trung vào khả năng tương thích với Hearts of Iron 2 Armageddon và tất cả các mod dành cho nó. Số lượng các tập tin thay đổi được lưu giữ thấp nhất có thể vô hiệu hóa tất cả các tùy chọn mới, hoặc thiết lập y nguyên các thiết lập ban đầu.
- Darkest Hour Light: phiên bản này chỉ có một vài thay đổi từ HOI2, nhưng thêm vào gần như tất cả các tính năng mới.
- Darkest Hour Full: phiên bản này không có bất kỳ khả năng tương thích với HOI2 và bổ sung hoặc làm lại nhiều tính năng mới, sự khác biệt dễ thấy nhất là các bản đồ và hệ thống nghiên cứu mới.

## Cách chơi
Darkest Hour Full cung cấp các kịch bản đại chiến dịch khác nhau (có thể chọn bất kỳ quốc gia nào tham gia) hoặc kịch bản chiến trận (tập trung vào các màn chiến trường hoặc chiến dịch đơn lập, với chỉ một số ít quốc gia tham gia và có thể chơi được).
Những kịch bản này gồm:
- 1914 The Great War (bắt đầu vào ngày 27 tháng 6 năm 1914)
- 1936 The Road to Another War (bắt đầu vào ngày 1 tháng 1 năm 1936)

Trong phiên bản mới này cho phép người chơi xây dựng lữ đoàn lục quân, phi đội máy bay và hạm đội tàu chiến và kết hợp chúng thành từng quân đoàn và quân đội riêng. Người chơi cũng có khả năng kiểm soát việc bổ nhiệm chỉ huy của các lực lượng dưới lá cờ quốc gia của họ hoặc của các quốc gia bị kiểm soát cũng như kiểm soát việc bổ nhiệm cá nhân các bộ trưởng chính phủ và chỉ huy quân sự ở các vị trí then chốt của Bộ Tham mưu. Người chơi còn có thêm khả năng rộng lớn hơn để kiểm soát người đứng đầu nhà nước và chính phủ, tuy nhiên, tùy chọn này chỉ có sẵn cho nền dân chủ và phải thông qua bầu cử để người chơi lựa chọn người chiến thắng. Ngoài ra, người chơi có thể tổ chức các cuộc đảo chính, tuyên bố chiến tranh, sáp nhập lãnh thổ và thiết lập liên minh. Người chơi cũng có thể làm thay đổi các chính sách xã hội và kinh tế của quốc gia mình bằng cách sử dụng thanh trượt, chẳng hạn như dân chủ với độc tài, thị trường tự do với kinh tế kế hoạch và v.v... Di chuyển thanh trượt sẽ dẫn đến tiền thưởng và các hình phạt khác nhau, cho phép một loạt các lựa chọn và chiến lược. Nghiên cứu công nghệ sẽ do người chơi điều khiển. Tất cả sẽ diễn ra trên quy mô toàn cầu, với người chơi đồng thời xử lý và tương tác với các quốc gia trên toàn thế giới. Trò chơi có thể được tạm dừng tại bất kỳ điểm nào.
Trò chơi cung cấp một launcher cho phép người chơi thay đổi các thiết lập của nó (giống như ngôn ngữ, độ phân giải, vv) và cuối cùng chọn một Mod để chạy trên đầu trang của nó.
Bản vá lỗi 1.02, phát hành vào ngày 11 tháng 11 năm 2011. Thêm bốn kịch bản đại chiến dịch mới và chức năng mới (đơn vị bộ binh có thể có hai lữ đoàn và nó có thể nâng cấp một đơn vị một mô hình khác nhau, ví dụ một đơn vị bộ binh đơn giản có thể được nâng cấp lên một đơn vị cơ giới). Bốn kịch bản mới là:
- 1933 Day of Decision (bắt đầu vào ngày 4 tháng 3 năm 1933)
- 1940 Burning Europe (bắt đầu vào ngày 10 tháng 5 năm 1940)
- 1941 Awakening the Giant (bắt đầu vào ngày 22 tháng 6 năm 1941)
- 1942 Enemy at the Gate (bắt đầu vào ngày 22 tháng 11 năm 1942)

### Cộng đồng Mod
Có lời xác nhận rằng nhiều bản Mod được thiết kế cho HOI2 Armageddon cũng sẽ được chuyển đổi sang Darkest Hour. Các bản Mod nổi tiếng nhất gồm Kaiserreich (lịch sử thay đổi khi phe Cường quốc Trung tâm giành chiến thắng Thế chiến I), Fallout Mod (lấy bối cảnh thế giới của dòng game Fallout) và Mod33 (làm lại game, bắt đầu vào năm 1933). Kaiserrich được phát hành cùng ngày với game. Mod33 thì phát hành vào ngày 27 tháng 8 năm 2011.
Vào tháng 9 năm 2011, bản mod Arms, Armistice and Revolutions (AAR) Lưu trữ ngày 16 tháng 6 năm 2012 tại Wayback Machine được tung ra, liên kết với kịch bản 1914 đến đại chiến dịch xưa 1933/1936. Có kế hoạch để tích hợp các mod vào bản game chính Darkest Hour trong bản vá lỗi sắp tới. AAR được phát triển như một dự án mở, do đó người chơi được tự do tham gia phát triển.

### Bản mở rộng
Bản mở rộng Iron Cross cho HoI2 cũng tương thích với Darkest Hour.

## Phát triển
Darkest Hour lần đầu tiên được Paradox Interactive công bố vào ngày 14 tháng 9 năm 2010. Game được Paradox Interactive cấp phép engine Europa cho các nhà phát triển độc lập sử dụng.